# Marco Minnaard
Marco Minnaard (Wemeldinge, 11 aprile 1989) è un ex ciclista su strada olandese, professionista dal 2014 al 2019.

## Palmarès
- 2017 (Wanty, una vittoria)

Classifica generale Rhône-Alpes Isère Tour

### Altri successi
- 2013 (Rabobank Development)

Classifica a punti Tour du Gévaudan Languedoc-Roussillon
- 2014 (Wanty)

Classifica scalatori La Tropicale Amissa Bongo
- 2017 (Wanty)

Classifica traguardi volanti Vuelta a Andalucía

## Piazzamenti

### Grandi Giri
- Tour de France

2017: 40º
2018: 64º

### Classiche monumento
- Liegi-Bastogne-Liegi

2014: ritirato
2015: ritirato
2016: ritirato
2017: 127º
2018: 112º